# Magdeburger Allee 136

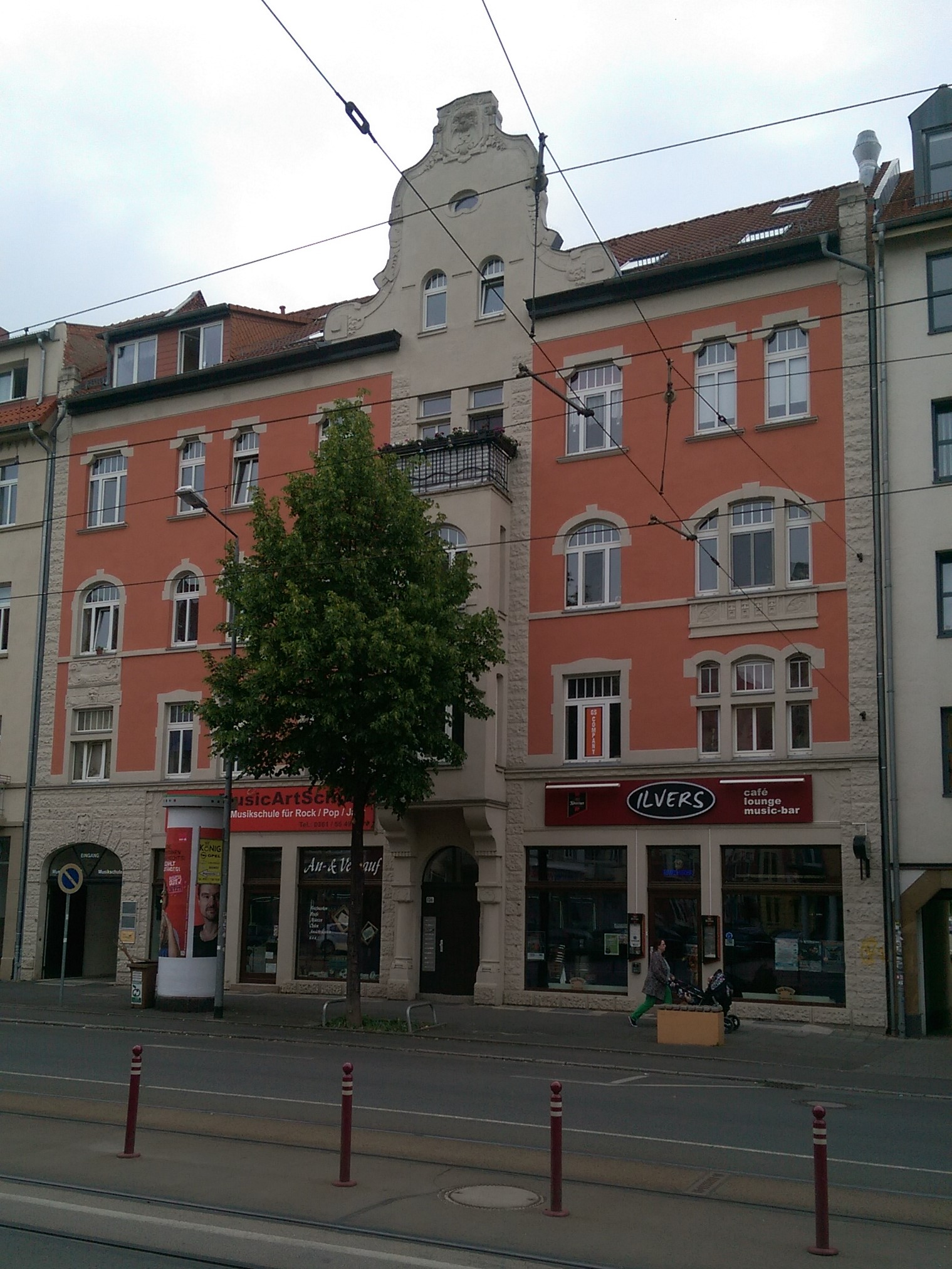
Straßenansicht Magdeburger Allee 136 (2015)

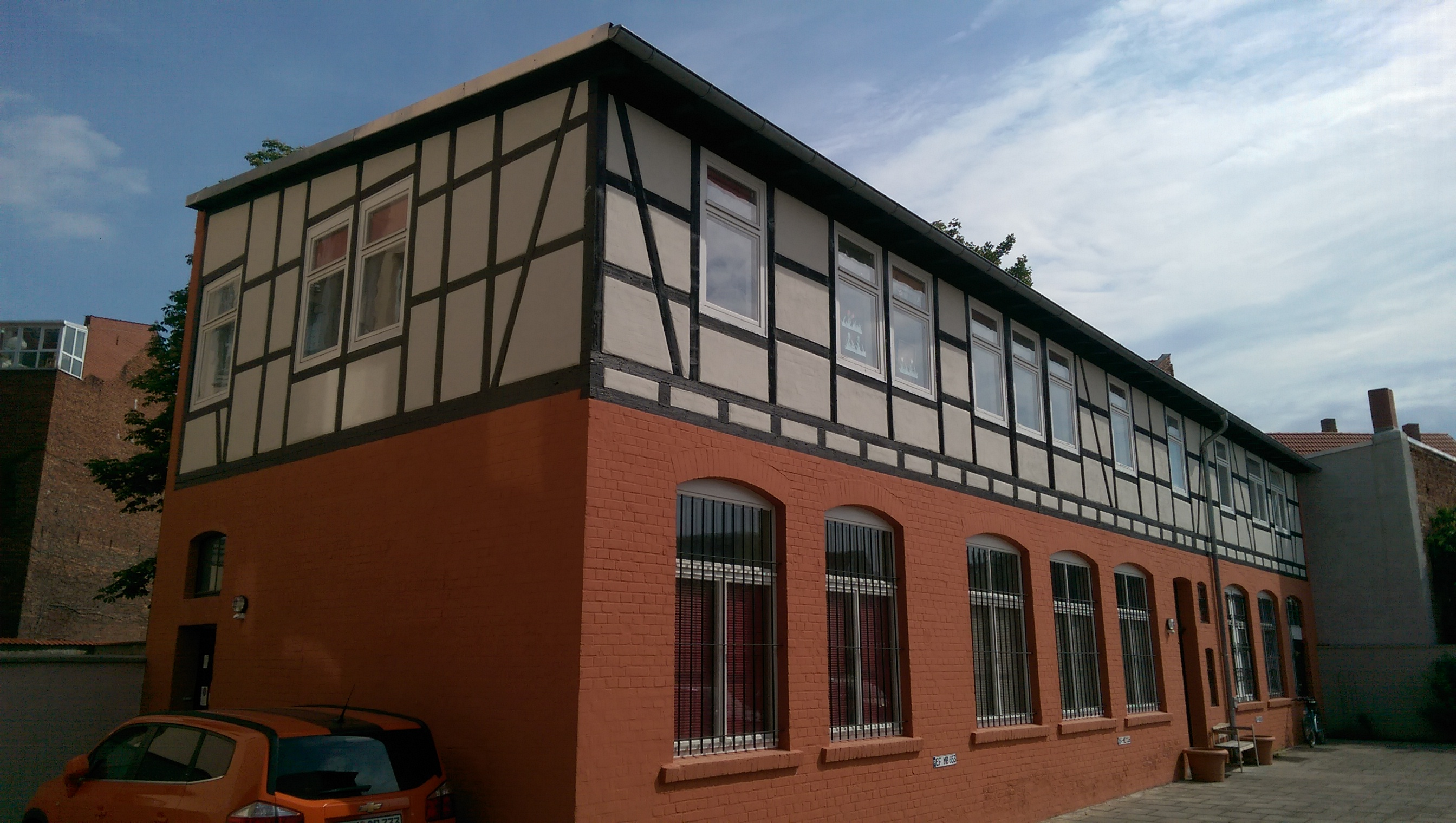
Hofgebäude Magdeburger Allee 136, früher Gewerkschaftshaus (2015)

Die Magdeburger Allee 136 ist ein zwischen 1905 und 1908 errichtetes Wohn- und Geschäftshaus mit Nebengebäuden im Erfurter Ortsteil Ilversgehofen. Es gehörte von ca. 1920 bis 2004 dem deutschen Fabrikarbeiterverband, dem es zum Teil als Gewerkschaftshaus diente, und ist heute u. a. Standort privater kultureller Einrichtungen.

## Baubeschreibung
Das an der Magdeburger Allee gelegene Bauensemble besteht aus einem viergeschossigen Vorderhaus mit einer verputzen Schmuckfassade, einem rückwärtigen Seitenflügel entlang der rechten Grundstücksgrenze und einem separat entlang der linken Grundstücksgrenze bestehendem zweigeschossigem Hofgebäude mit einem Fachwerk-Obergeschoss. Die eklektizistische Fassade des Hauses ist überwiegend mit Jugendstilelementen gestaltet und reich verziert: Der Eingang ist links und rechts mit Granitsäulen flankiert, einem Erker überdacht und einem „SALVE“ überschrieben. Das Erdgeschoss hat eine Rustika-Quaderung aus Kunstsandsteinen. Die Putzflächen der Obergeschosse sind ebenfalls mit Kunstsandstein-Verzierungen als Lisenen an den Ecken und durch Fensterrahmungen gegliedert. Über dem geschwungenen Zwerchhausgiebel prangt ein großer Löwenkopf mit geöffnetem Maul.

## Geschichte

### Ab 1905 Wohngeschäftshaus von Max Hofmann
Es gab auf dem 21 m breiten Grundstück einen Vorgängerbau, von dem angenommen wird, dass es dabei um ein typisches zweigeschossiges, verputztes Fachwerkhaus mit Zwerchgiebel gehandelt hat, von denen es noch einige an der Magdeburger Allee gibt. 1905 reichte der Klempnermeister Max Hofmann bei der Stadt Erfurt einen Bauantrag zur Errichtung des 8 m tiefen und 25 m langen zweigeschossigen Hofgebäudes ein, das im rückwärtigen Bereich des Grundstückes Hauptstraße 52 im damals noch nicht eingemeindeten Ilversgehofen entstehen sollte. Der Lageplan zeigte noch den Grundriss des alten Vorderhauses, das zwei hofseitige Anbauten hatte und bereits als Abbruchobjekt markiert wurde. Das Haus sollte im Erdgeschoss eine „Klempnerei“, eine „Schlosserei“ und ein „Kontor“ umfassen. Das Fachwerk-Obergeschoss sollte als Lager genutzt werden. 1907 folgte einen Bauantrag zum Bau des 21 m langen, viergeschossigen Vorderhauses. Geplant waren eine Durchfahrt und zwei Läden im Erdgeschoss, jeweils mit Ladenstube, Lagerraum und WC sowie 6 große Wohnungen, in den Obergeschossen, je zwei auf einer Etage. Der Dachraum blieb noch unausgebaut. Der zweigeschossige hofseitige Anbau folgte einige Jahre später. 1908 wurde das Haus im Erfurter Adressbuch unter der Bezeichnung Poststraße 52 mit Klempnermeister Hofmann als Eigentümer geführt. 1917 folgte ein weiterer Bauantrag Hofmanns. Dabei sollte der linken Laden geteilt werden dahingehend, dass auf dessen rechter Seite ein „Frisörsalon“ mit separaten Räumen für Damen und Herren entsteht.

### Ab 1920: Gewerkschaftshaus, Stadtverwaltung und Jugendzentrum
Nach dem Ersten Weltkrieg wurde das Haus an die „Treuhandgesellschaft des Verbandes der Fabrikarbeiter Deutschlands GmbH“ in Hannover verkauft. In ihrem Auftrag 1922 reichte der Erfurter Architekt Otto Frank Pläne zum Umbau des Hofgebäudes zur Nutzung als Gewerkschaftshaus ein. Der heutige Hof war damals noch als Garten genutzt, im hinteren Bereich befand sich ein Hühnerhof. Die Planung sah den Einbau von Büros und einem großen Sitzungszimmer sowie einer WC-Anlage vor. 1925 folgte ein weiterer Bauantrag zum Ausbau des Dachgeschosses. Es sollte eine Wohnung mit einem Gaubenfenster entstehen sowie sechs „Kammern“, die offenbar an Arbeiter vermietet wurden. 1934 hatte das Grundstück die Bezeichnung Horst-Wessel-Straße 107. Mit Schreiben vom 28. Mai 1934 forderte der Verbandsbezirk Mitteldeutschland der kurz zuvor anstelle der zerschlagenen Gewerkschaften gegründeten nationalsozialistische „Deutsche Arbeitsfront - Deutscher Fabrikarbeiterverband im Gesamtverband der Deutschen Arbeiter“ vom städtischen Bauamt Unterlagen über den Kauf des Geländes, Bauvertrag u. a. an. 1937 hatte das Grundstück die Hausnummer 136. Im Vorderhaus befanden sich das Konfektionsgeschäft Artur Keilholz, das Schuhgeschäft Ilse Weise und die Schuhmacherwerkstatt Heinrich Wagner, darüber die Praxis des praktischen Arztes Dr. Otto Nuding. Nach dem Zweiten Weltkrieg änderte sich zunächst nur die Adresse in Weißenseer Allee 136, die Geschäfte im Erdgeschoss wurden weitergeführt. In der Arztpraxis arbeitete neben Dr. Nuding auch Frau Dr. Nuding-Mau.
1969 befand sich die Erfurter Stadtverwaltung für den Stadtbezirk Nord im Gebäude, darunter die Urkundenstelle. Das Erdgeschoss wurde als Kantine und Schulungsraum umgebaut. Dabei wurden die Schaufenster bis auf kleine Öffnungen zugemauert. Die Wohnungen wurden zusammengefasst und als Büros umfunktioniert. Zum linken Nachbarhaus, das auch als Bürohaus diente, wurden Durchgänge durch die Brandwand gebrochen. 1990 wurde das Haus an den Rechtsnachfolger seines letzten Besitzers vor der Nationalsozialismus, der „Treuhandverwaltung des Verbandes der Fabrikarbeiter Deutschlands e.V.“ in Hannover, zurückübertragen. Zu der Zeit wurde das Haus vom Jugendamt der Stadtverwaltung Erfurt genutzt. 1998 befanden sich die Büros verschiedener Vereine im Gebäude u. a. der Aktionskreis für den Frieden Erfurt e.V., der von dort zu einer Ausstellung „Wider den Krieg“ zum Antikriegstag einlud.

### Ab 2004: Wiederherstellung und Nutzung als Wohngeschäftshaus
Ende 2004 wurde das Haus am 18. November im Auftrag der Treuhandverwaltung versteigert. Es fand sich jedoch kein Käufer, der bereit war, das Mindestgebot von 50 000 € zu zahlen. Im Nachverkauf wurde das Haus noch im gleichen Jahr von der elnos-GmbH erworben und in den Folgejahren entsprechend seiner ursprünglichen Konzeption als Wohn- und Geschäftshaus umgebaut und saniert. Im Hofgebäude richtete zunächst der Schlagzeuger Marcus Horn eine private Musikschule für Rock, Pop und Jazz ein. Im Erdgeschoss des Vorderhauses wurde wieder ein Ladengeschäft und eine Livemusik-Gaststätte mit dem auf das Stadtviertel sich beziehenden Namen ILVERS eingerichtet. Durch Konzerte mit Bands wie Bonsai Kitten, La Fanfarria del Capitan, The Hellfreaks, The Prosecution, Wisecräcker, Magma und Einzelmusikern wie Francesco Bottigliero, Jürgen Kerth, Mellow Mark, Claudia Schwarze, Waldemar Weiz u. a. wurde die Adresse überregional bekannt. Am 28. Dezember 2017 feierte das ILVERS zusammen mit dem Erfurter Oberbürgermeister Andreas Bausewein sein 10-jähriges Bestehen.